# Rheinpark Stadion
Il Rheinpark Stadion è lo stadio nazionale del Liechtenstein. Ospita le partite casalinghe e gli allenamenti della locale nazionale di calcio e le partite domestiche della più importante squadra del paese, il Vaduz, militante nel campionato svizzero. È situato nel comune di Vaduz, capitale del Principato, lungo le sponde del fiume Reno e a pochi metri dal confine con la Svizzera.
Lo stadio ha una capienza di 6 127 posti a sedere. Per le partite di club, tuttavia, la capacità è incrementabile fino a 7 838 posti, in quanto la Tribuna Nord e la Tribuna Sud possono contenere 2 092 posti in piedi ciascuna, in alternativa ai rispettivi 1 241 e 1 232 posti a sedere.

## Storia
Il costo totale della costruzione dello stadio, iniziata nel 1997, ammonta a circa 19 milioni di franchi svizzeri.
Lo stadio è stato inaugurato ufficialmente il 31 luglio 1998, con una partita amichevole tra la squadra locale dell'FC Vaduz, all'epoca campione in carica della Coppa di Liechtenstein, e la tedesca Kaiserslautern, classificatasi al primo posto della Bundesliga di quell'anno. In quell'occasione il Kaiserslautern vinse per 8-0. 
L'impianto ha ospitato diversi eventi live di musicisti svizzeri e tedeschi.
Nel 2006 è stato ampliato con due nuove tribune coperte, la Sud e la Nord, in modo da raggiungere una capienza, per le partite di club, di 7 838 spettatori (4 184 dei quali in piedi, tutti coperti). Se la Tribuna Nord e la Sud sono utilizzate con soli posti a sedere, lo stadio può contenere al massimo 6 127 spettatori.

## Eventi ospitati

### Eurobowl
| Arbitro: | J. Reyes |

| |           |                                                                           |
| Steffani Q1 (TD) 80yd pass from M. Glavic Wolfe Q1 (TD) 17yd pass from M. Glavic ? Q1 (pat) Wolfe Q2 (TD) 4yd run ? Q2 (pat) Wolfe Q4 (TD) 23yd run M. Glavic Q4 (tpc) rush | Marcatori | Thornhill Q2 (TD) 9yd run ? Q2 (pat) Thornhill Q2 (TD) 1yd run ? Q2 (pat) |